# Viera Ellong
Viera Ellong est un joueur de football équatoguinéen né le 14 juin 1987 à Douala au Cameroun.

## Biographie

### En sélection nationale
Bien que né au Cameroun, il décide de représenter le pays de ses origines la Guinée équatoriale. Il honore sa première sélection en 2011. Il marque son premier but en sélection le 11 octobre 2011 contre le Cameroun (1-1).

## Palmarès
| - Akonangui FC : - Championnat de Guinée équatoriale - Champion : 2008. - Coupe de Guinée équatoriale - Vainqueur : 2007 - CD Elá Nguema : - Championnat de Guinée équatoriale - Champion : 2011. |

## Buts en sélection
| But en sélection de Viera Ellong | But en sélection de Viera Ellong | But en sélection de Viera Ellong               | But en sélection de Viera Ellong | But en sélection de Viera Ellong | But en sélection de Viera Ellong | But en sélection de Viera Ellong |
|                                  | Date                             | Lieu                                           | Adversaire                       | Score                            | Résultat                         | Compétition                      |
| -------------------------------- | -------------------------------- | ---------------------------------------------- | -------------------------------- | -------------------------------- | -------------------------------- | -------------------------------- |
| 1.                               | 11 octobre 2011                  | Estadio de Malabo, Malabo (Guinée équatoriale) | Cameroun                         | 1-1                              | 1-1                              | Match amical                     |
| 2.                               | 15 novembre 2011                 | Stade de Mahamasina, Antananarivo (Madagascar) | Madagascar                       | 1-0                              | 1-2                              | Qualifications CDM 2014          |